# 枫木镇 (石柱县)
枫木乡，是中华人民共和国重庆市石柱土家族自治县下辖的一个乡镇级行政单位。

## 行政区划
枫木乡下辖以下地区：
昌坪村、双塘村、石鱼村、莲花村、风竹村、枫木村和国锋村。